# Lesachtal (dal)
Lesachtal är en dal i Österrike.   Den ligger i förbundslandet Kärnten, i den centrala delen av landet, 300 km sydväst om huvudstaden Wien.
I omgivningarna runt Lesachtal växer i huvudsak blandskog. Runt Lesachtal är det ganska glesbefolkat, med 23 invånare per kvadratkilometer.